# Jiřina Pavlíková
Jiřina Pavlíková (* 15. února 1953 Ostrava) je česká historička umění a bývalá politička, v 90. letech 20. století poslankyně České národní rady a Poslanecké sněmovny za Občanské fórum a ODS.

## Biografie
Profesně působí jako historička umění. Zabývá se dějinami architektury na Moravě a ve Slezsku.
Ve volbách v roce 1990 byla zvolena do České národní rady za Občanské fórum. Opětovně byla zvolena ve volbách v roce 1992, nyní již za ODS (volební obvod Severomoravský kraj). Zasedala ve výboru pro vědu, vzdělání, kulturu, mládež a tělovýchovu (byla i jeho místopředsedkyní) a ve výboru mandátovém a imunitním. Byla předsedkyní heraldické komise a předsedkyní podvýboru pro heraldiku a vexilologii. Z titulu těchto funkcí předkládala v roce 1992 Zákon České národní rady o státních symbolech České republiky.
Od vzniku samostatné České republiky v lednu 1993 byla ČNR transformována na Poslaneckou sněmovnu Parlamentu České republiky. Zde setrvala do konce funkčního období parlamentu, tedy do sněmovních voleb v roce 1996.
V dubnu 1997 byla zvolena do prezídia Fondu dětí a mládeže. Byla i předsedkyní tohoto fondu. V roce 1999 byla z funkce odvolána.